# Bangai-O
Bangai-O (爆裂無敵 バンガイオー, Bakuretsu Muteki Bangaiō) é um jogo eletrônico de shoot 'em up multidirecional desenvolvido pela Treasure e originalmente lançado exclusivamente no Japão em 1999 para Nintendo 64. Pouco depois, ele foi portado para Dreamcast e lançado mundialmente, com algumas mudanças na jogabilidade e atualizações gráficas e sonoras.
O jogo coloca o jogador no controle de um mecha armado que pode pairar em grandes fases e disparar contra os inimigos ao seu redor. O jogador deve chegar ao final de cada fase e derrotar o chefe, evitando os perigos espalhados pelo mapa, como mechas inimigos e torretas.
Bangai-O recebeu duas sequências. A primeira, Bangai-O Spirits, foi lançada para o Nintendo DS em 2008, e a segunda, Bangai-O HD: Missile Fury, foi lançada exclusivamente para o Xbox 360 via Xbox Live Arcade em 2011. Ambos se baseiam nas mesmas ideias centrais de jogabilidade do primeiro jogo, mas evoluem com mais armas e elementos de jogabilidade. Os dois jogos incluem editores de níveis, e o último apresenta modos multijogador.